# Evangelický kostel (Spišské Podhradie)
Evangelický kostel ve Spišském Podhradí je klasicistní evangelický kostel z přelomu 18. a 19. století, který se nachází na Mariánském náměstí v centru města Spišské Podhradie v tradičním regionu Spiš v Prešovském kraji na Slovensku. Byl mu udělen statut národní kulturní památky.

## Historie
Kostel byl postaven jako jednolodní stavba v klasicistním slohu na přelomu 18. a 19. století v letech 1799–1808. Původně byl postaven bez věže, která byla přistavěna v letech 1829–1832. V roce 1856 byl objekt poškozen požárem a následně v letech 1871–1872 renovován. V roce 1889 byl rekonstruován interiér kostela. Kazatelna (klasicistní), křtitelnice (pseudogotická) a oltář pocházejí z 19. století.
Kostel je součástí městské památkové rezervace. Dne 15. října 1963 byla stavba zapsána na seznam kulturních památek.

## Galerie

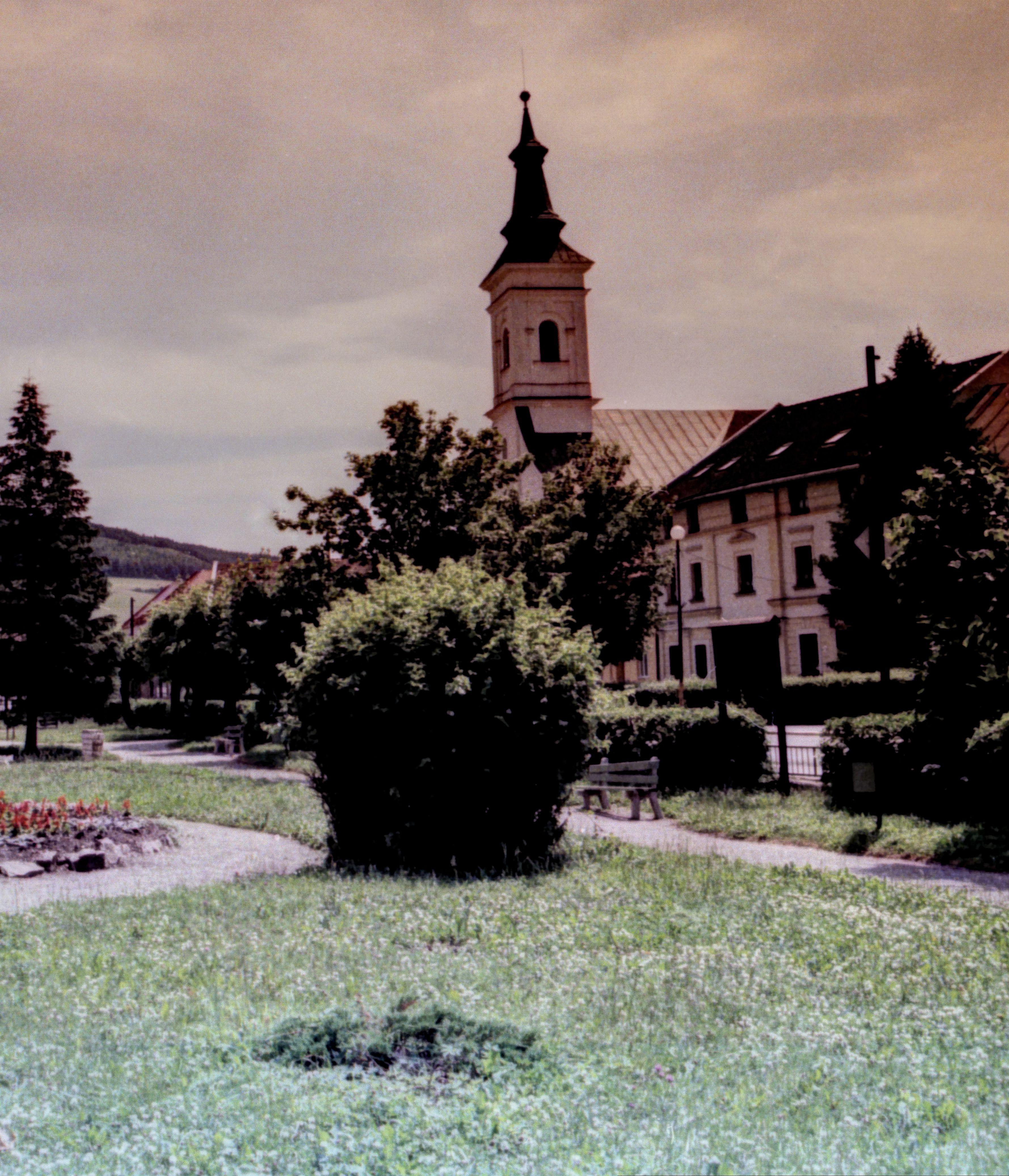
Pohled na kostel ze severovýchodu přes Mariánské náměstí
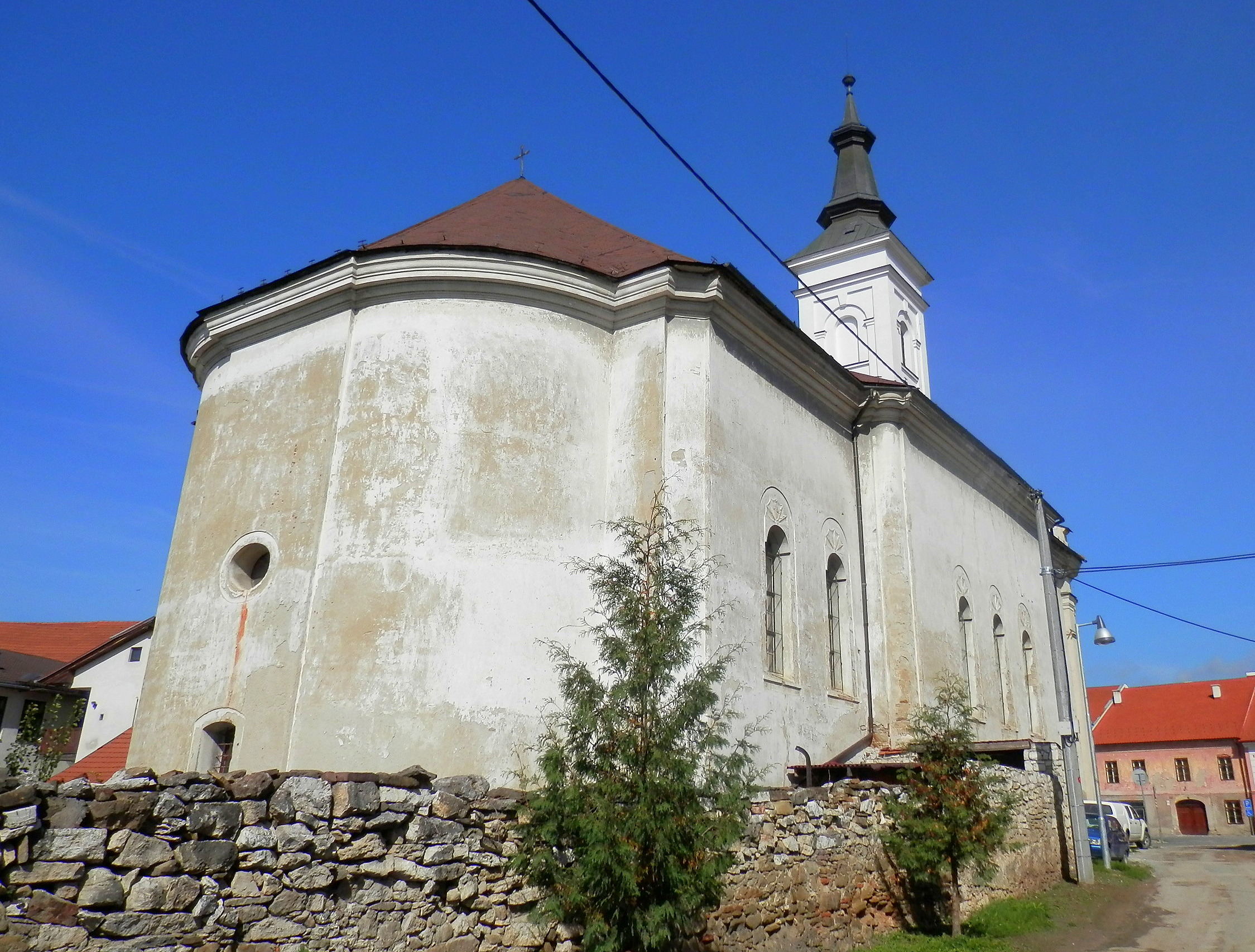
Pohled na kostel z jihozápadu
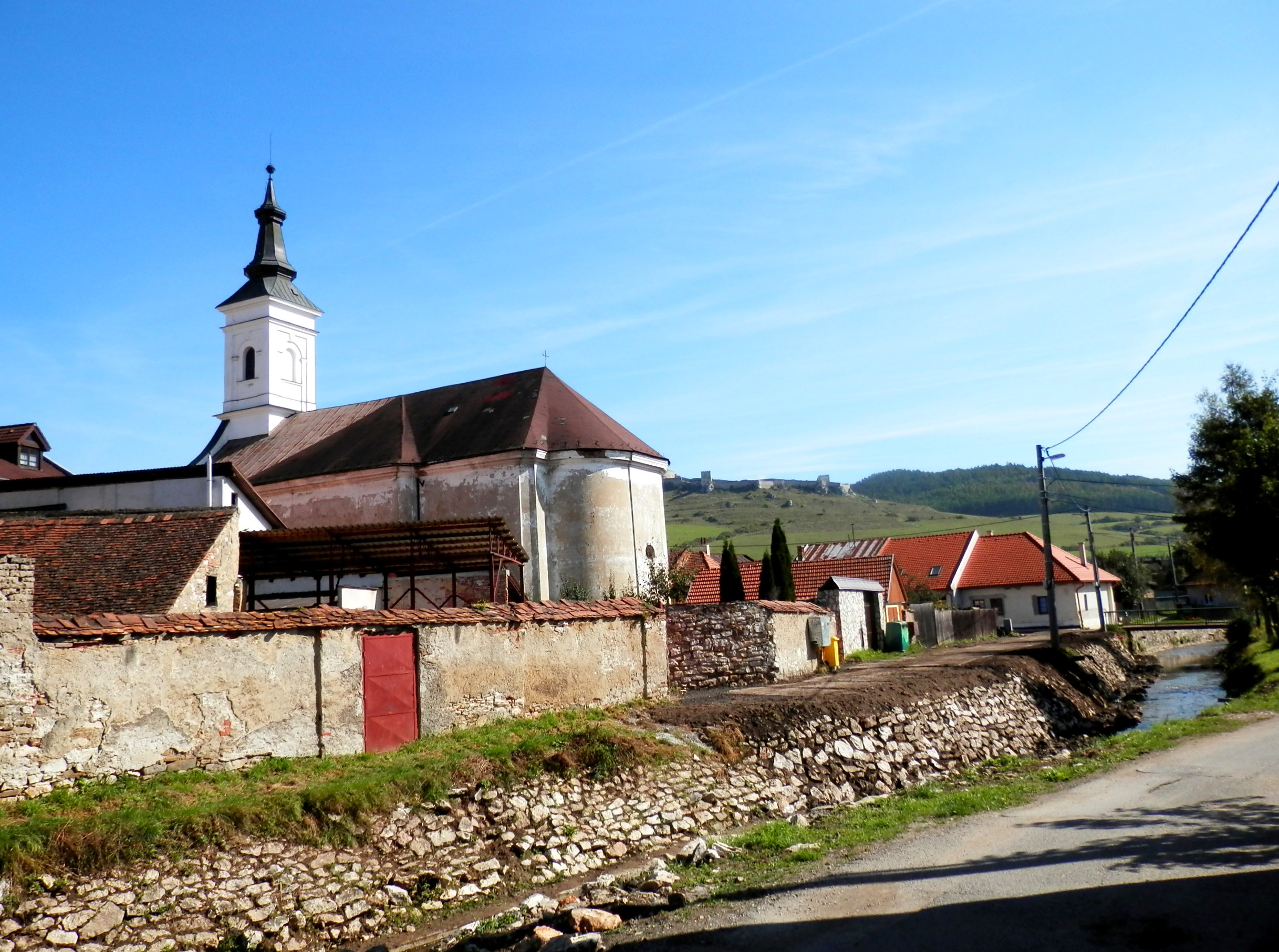
Pohled na kostel z jihovýchodu
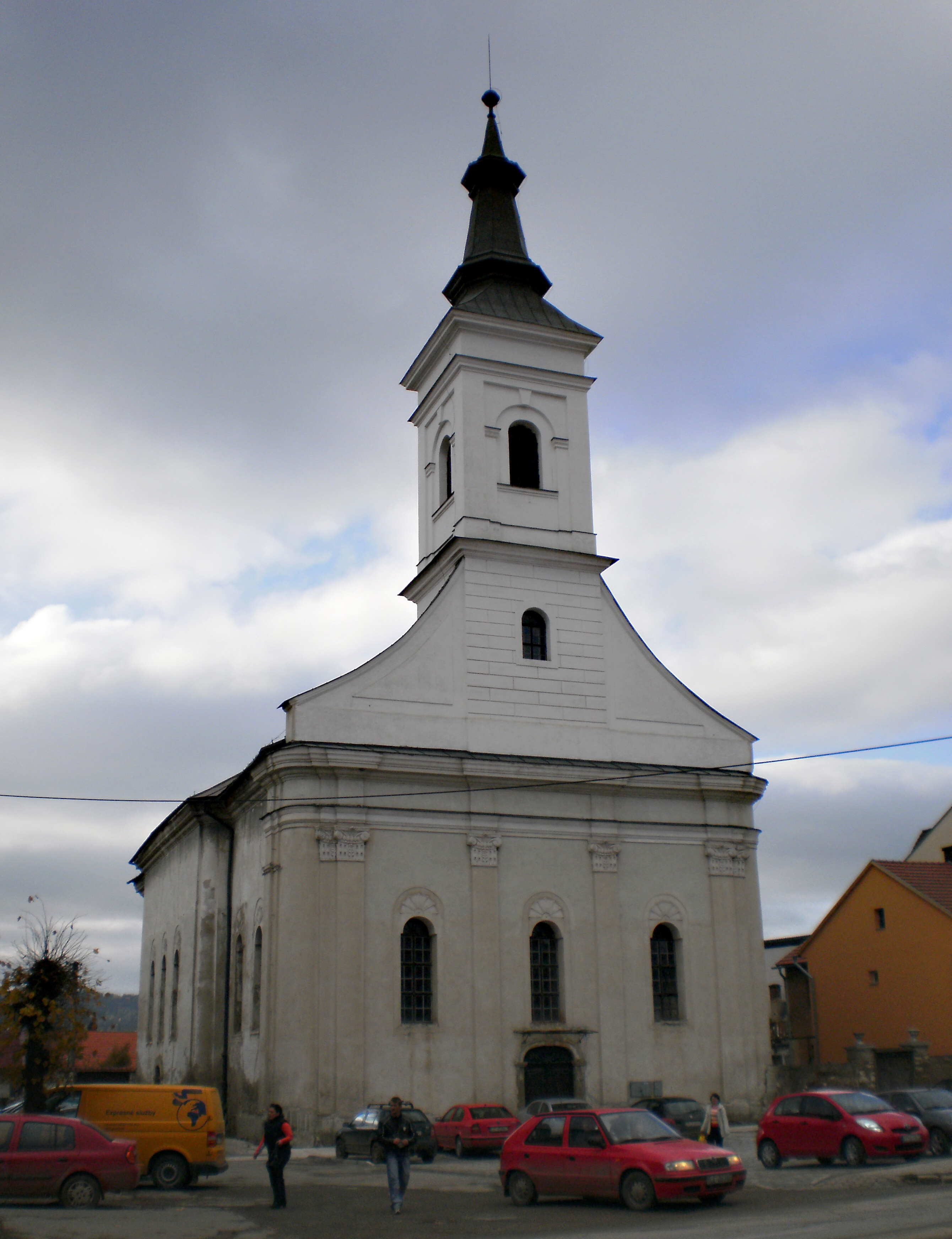
Severní fasáda kostela
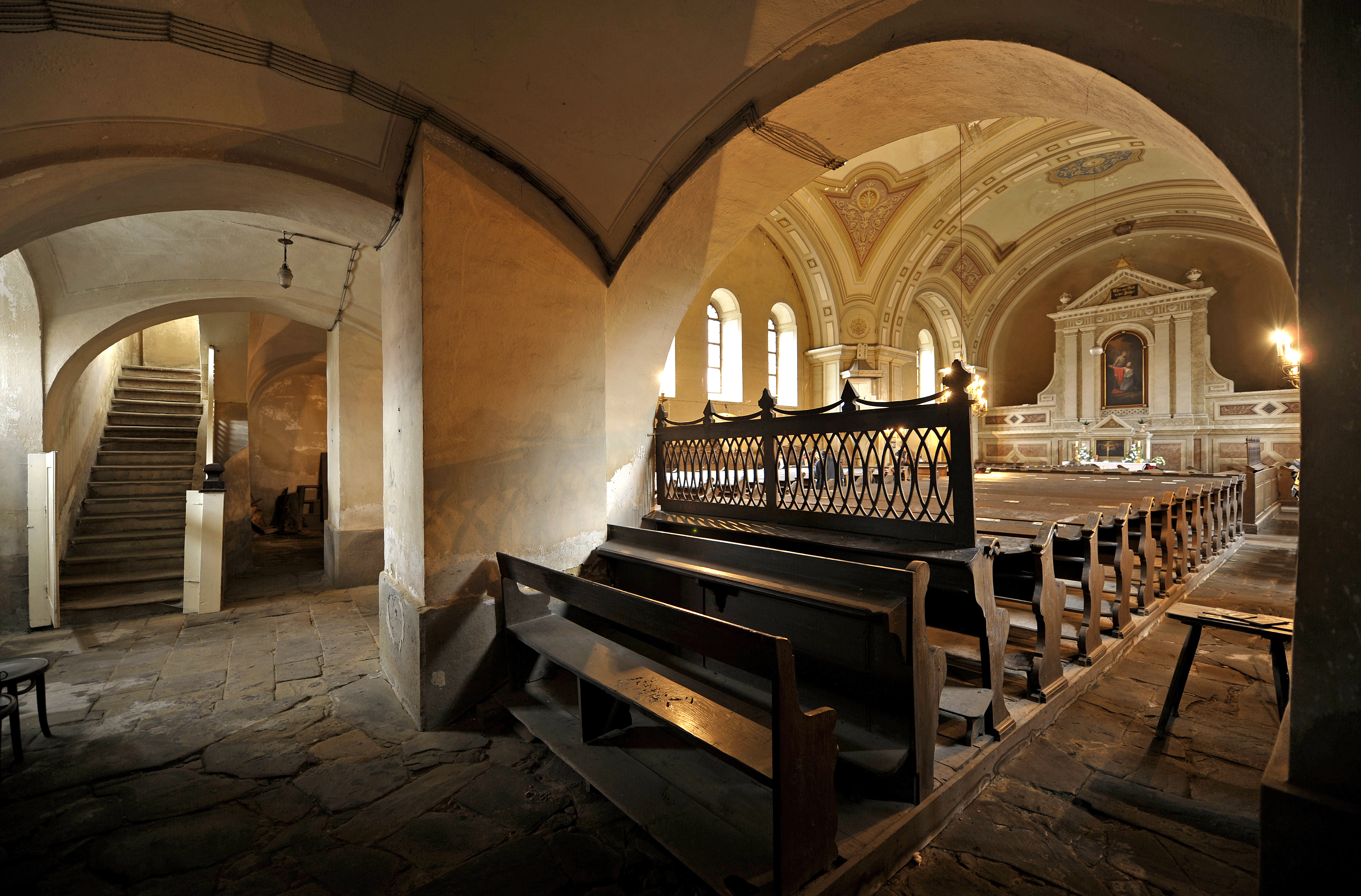
Interiér kostela